# Навіки з Москвою, навіки з російським народом
«Навіки з Москвою, навіки з російським народом» — картина українського радянського художника Михайла Івановича Хмелька, написана в 1951 році.

## Сюжет
На картині зображений кульмінаційний момент Переяславської ради, що відбулася 8 (18) січня 1654 року в Переяславі. Після промови Богдана Хмельницького перед зборами козацьких полковників та іншої старшини, в якій гетьман запропонував присутнім вибрати государя з чотирьох можливих кандидатур, одночасно охарактеризувавши турецького султана, кримського хана та польського короля як гонителів православних християн, натовп одностайно сказала: «Волимо під царя східного, православного!».
Богдан Хмельницький зображений на ґанку кам'яної палати в присутності царського посла боярина Василя Бутурліна та представників духовенства. Люди в натовпі зображені не як сіра маса, а як собор сильних, примхливих, вільних людей, які роблять свідомий вибір на користь возз'єднання. У натовпі також присутні фігури кобзаря з хлопчиком, що символізують український народ.

## Створення і роль картини
Картина, написана дворазовим лауреатом Сталінської премії Михайлом Хмельком, була присвячена до 300-річного ювілею «возз'єднання України з Росією». Згодом, картина Хмелька була розмножена в мільйонах копій, які можна було бачити скрізь — в газетах, журналах, підручниках, на стінах будинків, на цукеркових коробках зі знаменитим київським «Пташиним молоком» і навіть на сірникових коробках.